# 迪克·菲茨杰拉德
迪克·菲茨杰拉德（英語：Richard Fitzgerald，1920年11月18日—1968年4月13日），美国NBA联盟前职业篮球运动员。